# Park Choong-kyun
Park Choong-kyun (박충균?, 朴忠均?; 20 giugno 1973) è un allenatore di calcio ed ex calciatore sudcoreano, di ruolo difensore.

## Palmarès

### Giocatore

#### Competizioni nazionali
- Campionato sudcoreano: 4

Suwon Bluewings: 1996, 1998
Seongnam: 2002, 2003
- Coppa della Corea del Sud: 1

Busan I'Park: 2004
- Korean League Cup: 1

Seongnam: 2002
- Supercoppa della Corea del Sud: 1

Seongnam: 2002

#### Competizioni internazionali
- AFC Champions League: 1

Suwon Bluwings: 2000-2001
- Supercoppa d'Asia: 1

Suwon Bluewings: 2001